# Ryszard Różanowski
Ryszard Janusz Różanowski (ur. 1952 w Świebodzinie) – polski filozof, dr hab. nauk humanistycznych, emerytowany profesor nadzwyczajny Instytutu Filozofii Wydziału Nauk Społecznych Uniwersytetu Wrocławskiego.

## Życiorys
W 1986 obronił pracę doktorską nt. Działalność artystyczna w warunkach gospodarki towarowo-pieniężnej. Teoretyczne studium genezy, w 1998 habilitował się na podstawie dorobku naukowego i pracy zatytułowanej Pasaże Waltera Benjamina. Studium Myśli. W 1999 został zatrudniony na stanowisku profesora nadzwyczajnego w Instytucie Filozofii na Wydziale Nauk Społecznych Uniwersytetu Wrocławskiego.
Był profesorem Instytutu Filozofii Uniwersytetu Szczecińskiego, Instytutu Stosunków Międzynarodowych na Wydziale Nauk Społecznych i Dziennikarstwa w Dolnośląskiej Szkole Wyższej we Wrocławiu, w Dolnośląskiej Wyższej Szkole Służb Publicznych „Asesor” we Wrocławiu oraz Akademii Sztuk Pięknych im. Eugeniusza Gepperta we Wrocławiu. Profesor wizytujący na Johannes Gutenberg-Universität Mainz (Niemcy).

## Publikacje
- 1978: Metodologiczne aspekty sposobu istnienia dzieła literackiego
- 1987: Działalność artystyczna w warunkach gospodarki towarowo-pieniężnej. Teoretyczne studium genezy
- 1993: Współczesna myśl estetyczna
- 1997: Pasaże Waltera Benjamina. Studium myśli
- 1998: Tradition und Traditionspflege der jüdischen Philosophie: Das Jüdisch-Theologische Seminar in Breslau
- 1998: Absurd w filozofii i literaturze (red.)
- 2000: Aktualität der Aufklärung (red.)
- 2009: Zrozumieć Adorna[1]
- 2011: Czy/jak sztuka przeżyła swoją śmierć? (red.)
- 2013: Wrocławskie lata Oskara Schlemmera
- 2014: Der neue malerische Realismus von Kasimir Malewitsch
- 2015: Ernst Cassirers „Philosophie der symbolischen Formen” und die „Kulturwissenschaftliche Bibliothek Warburg”
- 2020: Hermann Cohen in Breslau. Auf dem Weg zur "Religion der Vernunft aus den Quellen des Judentums"
- 2021: Przejrzeć Heideggera